# Florence Baker
Pour les articles homonymes, voir Baker.
Florence Baker (ou Florence Barbara Maria Sass, Florica Maria Sas, Flóra Szász, Flóra von Szász, Florence von Sass), née le 6 août 1841 à Aiud (Transylvanie, Empire d'Autriche) et morte le 11 mars 1916 à Newton Abbot (Devon, Royaume-Uni), est une exploratrice britannique. Mariée avec l'explorateur britannique Samuel White Baker, elle devient Lady Baker pour la société victorienne et l'accompagne dans tous ses voyages et ses expéditions, notamment durant la découverte du Lac Albert en Afrique.

## Biographie

### Jeunesse
Transylvaine par sa naissance le 6 août 1841, appelée, selon les sources, « Florence Barbara Maria Sass, Florica Maria Sas, Flóra Szász, Flóra von Szász » ou « Florence von Sass »), elle devient orpheline à l'âge de sept ans lors des affrontements de la révolution roumaine de 1848,. Elle est tout à la fois Allemande (son patronyme signifie « allemand transylvain »), Hongroise (la Transylvanie étant alors liée à la couronne hongroise) et Roumaine (Aiud était alors la capitale des Roumains transylvains), mais renonce à ces citoyennetés et son passé dans les Balkans lorsqu'elle rencontrera Samuel Baker. 
En 1859, âgée d'à peine dix-sept ans, elle est victime de la traite orientale dans des circonstances mal éclaircies et vendue sur le marché des esclaves de Vidin en Bulgarie, qui fait alors partie de l'Empire ottoman. Elle est remarquée par Samuel Baker, un voyageur et aventurier britannique, âgé de trente-sept ans et veuf. Alors qu'elle a déjà été achetée par le pacha local, Baker la fait évader en soudoyant les gardes. Dès lors, le couple ne se sépare plus. Samuel Baker passe en Valachie et de Bucarest rejoint la compagnie britannique du Danube and Black Sea Railway qui construit en Dobrogée le chemin de fer Cernavodă-Constanţa. À Constanţa, le consul britannique lui délivre un passeport au nom de Florence Barbara Maria Finnian (du nom d'une famille arménienne qui s'occupa d'elle orpheline, comme elle l'a affirmé, mais vraisemblablement un nom d'emprunt), puis le couple rallie l'Angleterre par la mer. À 18 ans, Florence von Sass parle roumain, magyar, allemand et turc. Elle apprend bientôt l'anglais, l'arabe égyptien et le kiswahili.

### Les expéditions

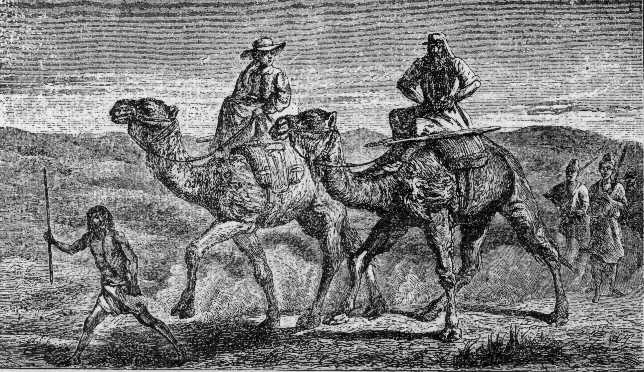
Sir Samuel W. Baker et Lady Baker en voyage en Afrique.

En 1861, elle participe à l'expédition organisée par Samuel Baker en quête des sources du Nil. En 1863, ils rencontrent John Hanning Speke et James Grant  qui leur indiquent qu'il existe un lac à l'Ouest du Lac Victoria. Forts de cette indication, les Baker découvrent ensemble le Lac Albert et reconnaissent cette région de l'Afrique. L'expédition a un retentissement important et Samuel Baker est anobli, devenant Sir.
En 1865, Florence von Sass se marie en Angleterre avec Samuel Baker. Elle devient Lady Baker l'année suivante, quand son époux est anobli.
En 1869 un nouveau défi les attend. À la demande du khédive d'Égypte, Sir Samuel Baker prend la tête d'une expédition militaire vers les régions équatoriales du Nil, avec pour objectifs la suppression du commerce des esclaves et l'ouverture d'une voie commerciale. Florence Baker l'accompagne. Il reçoit le titre de pacha et le grade de major-général de l'armée ottomane avant de partir du Caire avec une force de 1 700 égyptiens. Le khédive le nomme gouverneur général du nouveau territoire d'Equatoria et il le reste jusqu'à son remplacement par le colonel Charles Gordon. Durant cette période, il rencontre de nombreuses difficultés : blocus du fleuve, sourde hostilité des intérêts esclavagistes, opposition armée des arabo-musulmans, localement dominants ; mais il jette les bases sur lesquelles d'autres construiront une administration.

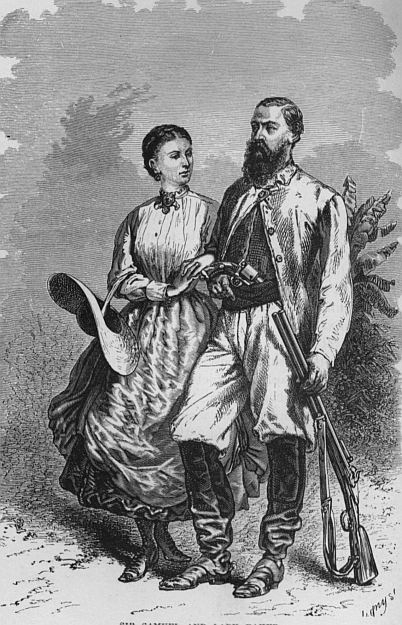
Lady Florence Baker et son mari Sir Samuel Baker, publié en 1867.

Durant les expéditions, Florence Baker s'occupe de la logistique, et sa diplomatie, ses connaissances en hygiène face aux affections tropicales, sa connaissance des mentalités non-européennes et son respect sincère des gens, indifférent à toute considération de race, de religion ou d'appartenance, sont à son mari d'un constant secours, comme il le mentionne fréquemment. Lui-même « fait construire ces forts qui jalonnent les territoires conquis, pendant qu’elle soigne, fait semer, conseille ».
La force des convictions abolitionnistes qui les unit est sous-jacente à tous leurs périples, dans une région où des troupes de trafiquants lourdement armés pouvant atteindre jusqu’à deux mille hommes massacrent les populations et détruisent leurs maisons, avant de s’emparer des survivants et des troupeaux. « Partout où nous poursuivons les marchands d’esclaves, il n’y a que désolation, tout le pays est détruit, tous les villages sont brûlés ».
Le 29 octobre 1869, depuis Le Caire, Florence Baker écrit à Edith, l’aînée des quatre filles restées en Angleterre que Samuel a eues d’un premier mariage : « Il paraît que le trafic d’esclaves est pire que jamais vers le Nil Blanc mais nous allons rapidement y mettre fin. On nous dit que les trafiquants appréhendent déjà notre arrivée. Nous allons nous faire beaucoup d’ennemis mais, pourvu que nous arrivions à préserver notre santé, je ne crains rien. ».

### Fin de vie
Samuel et Florence Baker retournent en Angleterre en 1874 et dans l'année qui suit, achètent le domaine de Sandford Orleight dans le Devon qui devient leur résidence définitive. Le couple éprouve des difficultés pour être accepté par la société victorienne qui reproche à Lady Baker son passé peu conventionnel et a des doutes sur la légitimité de sa naturalisation britannique et sur son mariage. Néanmoins, avec charme et persévérance, elle se construit une image d'épouse modeste et attentive et le couple finit par être invité par la haute société. Ils sont appréciés des Prince et Princesse de Galles. La Reine Victoria ne les reçoit jamais, refusant « de cautionner un couple qui a attendu de rentrer en Angleterre pour se marier. ». À la différence des souverains français puisque, « en 1869, l’impératrice Eugénie, rencontrée en Égypte lors de l’inauguration du canal de Suez, offre à Florence un précieux médaillon en gage d’admiration. ».